# باشگاه فوتبال زنان الشباب
باشگاه فوتبال زنان الشباب باشگاه فوتبال زنان عربستانی است که در سال ۲۰۱۷ میلادی با نام العاصفه تاسیس شد و در سال ۲۰۲۲ میلادی به الشباب تغییر نام داد. الشباب در شهر ریاض فعالیت می‌کند و در حال حاضر در لیگ برتر فوتبال زنان عربستان فعالیت می‌کند.